# Радован Калабић
Радован Калабић (Бијељина, 1960) српски је магистар књижевности, историограф, новинар, публициста и политичар, члан Удружења књижевника Србије.

## Биографија
Рођен је 1960. године у Бијељини. Дипломирао је на Филолошком факултету Универзитета у Београду и потом магистрирао 1987. године. Као студент магистарских студија је био стипендиста Андрићевог фонда.
Обављао је дужност директора и главног и одговорног уредника радија Индекс, као и часописа Видици, Новинарство и недељника Београдске новине. Објављивао је текстове у Студенту, Политици, Борби, Дуги...
За књигу Српска емиграција је 1994. године добио Награду Драгиша Кашиковић у области публицистике и тако се нашао у првој генерацији њених лауреата, коју су те године још чинили Петар Луковић, Вељко Радовић, др Слободан Симић и постхумно Радислава Дада Вујасиновић.
Један је од аутора филма Равногорци из 1993. године, заједно са Веселином Ђуретићем.
Члан је Удружења књижевника Србије и председник жирија за доделу Награде „Јанко Веселиновић“ за историјски роман.
Говорио је на бројним научним скуповима, конференцијама, предавањима и трибинама. Међу њима и у организацији Српске православне омладине Инзбрук, заједно са академиком Матијом Бећковићем.

### Политичка делатност
Калабић је био члан Српског покрета обнове. Напустио га је и придружио се Српском демократском покрету обнове Војислава Михаиловића.
Од 2004. до 2008. године је био председник Матице исељеника Србије. У то време је Награду Драгиша Кашиковић додељивала и Матица, па ју је тако Калабић доделио Марку С. Марковићу, подсекретару Верско-идеолошког одсека Врховне команде Југословенске војске у Отаџбини, доктору наука са Сорбоне. Калабић је најзаслужнији за објаву Марковићевих дела у Србији.
Један је од оснивача Српске народне партије и био њен потпредседник и члан Председништва. Иако није подржао процес рехабилитације Милана Недића, указао је да њему и Томи Максимовићу треба бити захвалан на пријем десетина хиљада избеглица из НДХ. Странку је напустио у 9. августа 2018. године.

## Награде
- Награда Драгиша Кашиковић у области публицистике (1994);
- Почасна плакета Српске православне омладине Инзбрук (2014).

### Монографије
- Књига о Калабићу: мистерија, пропаганда и истина. ;
- Равногорска историја, Евро, Београд 1992;
- Српска емиграција : прилози за историју српског исељеништва (1830-1992), Београд 1993. (прво издање);
- Српска емиграција : прилози за историју српског исељеништва (1830-1992), Београд 1995. (друго издање);
- Споменица Дражи (1946-1996), Српско удружење "Равна Гора", Београд 1995;
- После бродолома, Скупштина града Београда - Секретаријат за информисање, Београд 2000;
- Српска емиграција : прилози за историју српског исељеништва (1830-1992), Београд 2001. (треће допуњено издање);
- Српска емиграција : прилози за историју српског исељеништва (1830-1992), Београд 2004. (четврто допуњено издање);
- Прометеј XX века Звонка Павличића, 2004;
- Равногорски венац, Српски демократски покрет обнове, Београд 2007;
- Песак и брашно, камен и крст, Србски самиздат, 2009;
- Грофовска времена: уз Успомене балканског дипломате, од грофа Чедомиља Мијатовића. ;
- Дража и Тито као антиподи, Потомци ратника 1912-1920 - Равногорско гибање Словеније "Урош Шуштерчич, војвода Триглавски". 2012.  978-86-903027-5-8.;
- Равногорски венац Субјел. ;
- Милован Миловановић Балачко. ;
- Под прекорним погледом историје, књига прва, Београд. 2013.  978-86-903027-2-7.;
- Под прекорним погледом историје, књига друга, Београд. 2013.  978-86-903027-6-5.;
- Грофовска времена, Графопринт, Београд. 2015.  978-86-903027-1-0.;
- Под прекорним погледом историје, књига трећа, Београд. 2019.  978-86-81234-00-6.;

### Чланци
- Кинески акварел, Видици: лист за књижевност и културу, год. 35, бр. 251/252, 1987, стр. 190-199;
- Румунија и хипербореја - дневнички снимци распуштених асоцијација, Видици: лист за књижевност и културу, бр. 261/262(1/2), 1989, стр. 181-190;
- Омладинска штампа данас, Novinarstvo, год. 27, бр. 1, 1991, стр. 70-74;
- Сетни епилог једне дионизијске свечаности, Видици: лист за књижевност и културу, 1991, стр. 139-174;
- Ратко Божовић: Извештај из луднице, Књижевне новине, Савез књижевника Југославије, Никшић 1993;
- Пупин организује верски живот у Америци, Теслиана = Tesliana, Електротехничка школа "Никола Тесла", Београд 1995;

### Приређивања
- Споменица Милану Цвјетићанину, команданту Босанског корпуса "Гаврило Принцип" ДЧД: 1963-2013, Организација српских четника „Равна гора“.  978-86-903027-7-2;[12]

### Предговори
- Миро Микетић, Кроз пакао и натраг. ;
- Александар Дикић, Хрестоматија српског страдања. 2016.  978-86-6431-027-7.;
- Марко С. Марковић, Корени српског бића. ;
- Марко С. Марковић, Пола века српске голготе: (1941-1991), Српска народна одбрана у Америци, Чикаго. 2021.  978-86-89947-01-4..